# Công nghiệp thư giãn
Công nghiệp thư giãn (tiếng Anh: leisure industry) là một phân khúc kinh doanh tập trung vào khía cạnh tiêu khiển, giải trí, thể thao và du lịch (REST)-các sản phẩm và dịch vụ liên quan (gồm tất cả những thứ thay thế có thể chơi được).
Lĩnh vực này đã và đang phát triển đến mức độ những bằng cấp và việc rèn luyện tại trường Đại học tập trung vào nó, ví dụ như Trường Quản trị khách sạn Đại học Cornell, Đại học Webber và Khoa Quản lý Nhà hàng-Khách sạn-Lưu trú, Giải trí và Du lịch trực thuộc Đại học bang San Jose (Hoa Kỳ).